# Слідчий суддя
Слідчий суддя – суддя суду першої інстанції, обраний зборами суддів зі складу суду,  до повноважень яких належить здійснення у порядку, передбаченому законом, судового контролю за дотриманням прав, свобод та інтересів осіб у кримінальному провадженні на досудовому розслідуванні.  
До компетенції слідчого судді за новим Кримінально-процесуальним кодексом України належать три групи питань: розгляд клопотань та надання дозволу на проведення слідчих та негласних слідчих (розшукових)  дій, які обмежують права і свободи людини та контроль за їх провадженням; надання дозволу на застосування та контроль застосування запобіжних та інших заходів кримінально-процесуального примусу; розгляд скарг на дії (бездіяльність) та рішення особи, яка провадить дізнання, слідчого, детектива та прокурора. 

## Функції слідчого судді
1. Розгляд питань, які стосуються застосування, зміни чи скасування заходів забезпечення кримінального провадження (у тому числі й запобіжних заходів);
2. Нагляд за дотриманням законності в питаннях затримання особи та утримування її під вартою;
3. Надання дозволів на вчинення окремих слідчих (розшукових) дій в ході досудового розслідування;
4. Розгляд скарг на рішення, дії чи бездіяльність слідчого або прокурора під час досудового розслідування;
5. Вирішення питань щодо поміщення неповнолітнього у приймальник-розподільник та щодо направлення особи до медичного закладу для проведення психіатричної експертизи.

## Порядок набуття статусу слідчого судді

### Слідчий суддя в суді першої інстанції
Згідно Перехідних положень Кримінального Процесуального Кодексу України слідчий суддя обирається загальними зборами суддів відповідного суду. У випадку, якщо слідчий суддя не був обраний загальними зборами суддів, його функції виконує найстарший за віком суддя відповідного суду.

### Слідчий суддя в апеляційному суді
На слідчого суддю в Апеляційному суді Автономної Республіки Крим, апеляційного суду області, міст Київ та Севастополь покладається обов'язок розгляду клопотань стосовно негласних слідчих (розшукових) дій.
Обов'язки слідчого судді Апеляційного суду Автономної Республіки Крим, апеляційного суду області, міст Києва та Севастополя виконує голова відповідного апеляційного суду, а за його визначенням інший суддя цього суду.

## Міжнародна практика
У кримінально-процесуальному законодавстві європейських країн і країн СНД по-різному визначається суб'єкт уповноважений здійснювати контрольні функції на досудовому провадженні. Приміром, посада слідчого судді існує в КПК Латвії й Італії. У кримінальному процесі Франції функціонують і слідчі судді, й судді по свободах та ув'язненню. Суддя по кримінальному переслідуванню передбачений за КПК Республіки Молдова. У КПК Литовської Республіки закріплено статус судді досудового провадження. У ФРН судові повноваження при проведенні дізнання покладаються на суддю-дізнавача. У деяких країнах навіть є тенденції щодо недоцільності виокремлення слідчого судді як спеціального суб'єкта, оскільки ці функції має здійснювати будь-який суддя, якому на розгляд в загальному порядку надходять відповідні клопотання чи скарги, розгляд яких на даний час віднесений до компетенції слідчого судді.